# Шелли, Джордж Эрнест
Джордж Эрнест Шелли (англ. George Ernest Shelley) — британский орнитолог и геолог. Племянник английского поэта Перси Биши Шелли.

## Биография
После окончания школы и лицея он присоединился в 1863 году к гренадерской гвардии, где через несколько лет получил звание капитана. По поручению южноафриканского правительства он предпринял геологическую исследовательскую поездку. Позже он исследовал также Египет. В 1889 году он сочетался браком с Жанет Эндрю. В этом браке у него появились дочь и два сына.
Основное произведение Шелли «The Birds of Africa» появилось в пяти томах между 1896 и 1912 годами. Последнюю главу произведения закончил Уильям Латли Склейтер (1863-1944) и она была опубликована уже после смерти Шелли.
В 1906 году паралич поставил точку в его карьере. Коллекция Шелли, состоящая из 7 235 законсервированных образцов проб, хранится в Британском музее.
Шелли впервые научно описал 37 видов птиц Африки, среди которых бледный стриж (Apus pallidus), неразлучник Лилианы (Agapornis lilianae), пурпурный астрильд (Pyrenestes minor), красноголовый синеклювый астрильд (Spermophaga ruficapilla) и  буролобый зуёк (Charadrius forbesi).
Несколько видов птиц названы в честь Шелли, такие как полосатый филин (Bubo shelleyi), красноспинный горный астрильд (Cryptospiza shelleyi), турач Шелли (Francolinus shelleyi) и двуошейниковая нектарница (Cinnyris shelleyi).

## Труды
- Catalogue of the Picariæ in the Collection of the British Museum. Scansores and Coccyges containing the families Indicatoridæ, Capitonidæ, Cuculidæ, and Musophagidæ (1874)
- A Monograph of the Cinnyridæ, or Family of Sun Birds (1876–1877)
- A Handbook to the Birds of Egypt (1878) und A Monograph of the Nectariniidae (1880)
- The Birds of Africa (1896—1912)